# Медаль «Ветеран труда»
Медаль «Ветеран труда» — государственная награда Советского Союза, учреждённая указом Президиума Верховного Совета СССР от 18 января 1974 года для награждения рабочих, колхозников и служащих за долголетний добросовестный труд.

## История
Медаль учреждена указом Президиума Верховного Совета СССР от 18 января 1974 года «Положение о медали „Ветеран труда“». 20 мая 1974 года учреждена «Инструкция о порядке представления к награждению медалью „Ветеран труда“ и вручения этой медали». 26 октября 1976 года в инструкцию внесены изменения, расширившие круг лиц, которые могут быть представлены к награде. 25 сентября 1974 вышел указ, по которому к награждению представлялись служащие силовых структур, а с 8 июля 1977 военнослужащие рядового и командного состава органов внутренних дел. Последняя редакция положения о медали внесена 12 августа 1983 года.
30 июня 2006 в указ внесены изменения, в соответствии с которыми награждение данной медалью на территории Российской Федерации прекращалось официально.
Автор проекта медали — художник Гознака Сергей Акимович Поманский. Всего было произведено около 39 197 100 награждений.

## Положение о медали
Медаль учреждалась для награждения трудящихся «за долголетний добросовестный труд в народном хозяйстве, в области науки, культуры, народного образования, здравоохранения, в государственных учреждениях и общественных организациях». Медалью награждались «рабочие, колхозники и служащие в знак признания их трудовых заслуг по достижении трудового стажа, необходимого для назначения пенсии за выслугу лет или по старости».
Награждение медалью производилось «от имени Президиума Верховного Совета СССР Президиумами Верховных Советов союзных и автономных республик, исполнительными комитетами краевых, областных, а также Московского, Ленинградского и Киевского городских Советов народных депутатов».
Ходатайства о награждении медалью возбуждалось «администрацией, партийными и профсоюзными организациями предприятий, учреждений и организаций, районными, городскими партийными, советскими органами».
Медалью могли быть награждены лица, вышедшие на пенсию по возрасту до указа о награде, которые продолжали трудовую или общественную деятельность. К награде представлялись и те, кто получал другие виды пенсии, продолжая трудовую деятельность, по достижении пенсионного возраста.
Медаль вручалась награждённым, «как правило, в трудовых коллективах, в которых они работают».
Медаль носилась на левой стороне груди и располагалась после медали «За доблестный труд в Великой Отечественной войне 1941—1945 гг.».

### Награждение медалью в силовых структурах
Согласно указу Президиума Верховного Совета СССР от 25 сентября 1974 года Министру обороны СССР и командующему войсками военных округов, округов ПВО, группами войск и флотами, Министру внутренних дел СССР и Председателю КГБ при Совете Министров СССР предоставлялось право производить от имени ПВС СССР награждения медалью «Ветеран труда» рабочих и служащих предприятий, организаций, учреждений, воинских частей, соединений соответственно МО СССР, МВД СССР и КГБ при СМ СССР. Указом от 8 июля 1977 года разрешалось присвоение медали «Ветеран труда» лицам рядового и начальствующего состава органов внутренних дел, «по достижении стажа, необходимого для назначения пенсии или по старости».

## Описание медали
Медаль изготавливалась из посеребрённого томпака и имела форму правильного круга диаметром 34 мм. На лицевой стороне медали на фоне расходящихся лучей находилась выпуклая надпись «СССР», рельефное изображение лавровой ветви, серпа и молота. В нижней части медали по окружности на контурном изображении ленты находилась надпись «Ветеран труда». Лицевая сторона медали была оксидирована. На оборотной стороне медали на матовом светлом фоне в четыре строки находилась рельефная надпись «За долголетний добросовестный труд». Медаль обрамлялась бортиком. При помощи ушка и кольца медаль соединялась с пятиугольной колодкой, обтянутой шелковой муаровой лентой шириной 24 мм с одной продольной полосой темно-серого цвета, одной полосой светло-серого и тремя узкими чередующимися продольными полосками белого и красного цвета. Ширина темно-серой полосы составляла 7 мм, светло-серой — 8 мм. Лента окантовывалась узкими белыми полосками. Колодка имела приспособление для прикрепления медали к одежде.
Округлое ушко было цельноштапованным. На нём, как правило на оборотной стороне, имелось клеймо Ленинградского монетного двора в виде трех штампованных букв маленького размера — «ЛМД». Некоторые медали изготавливались с клеймом на обеих сторонах и без него.
Изначально медаль выполнялась с чернением и серебрением аверса, но ближе к последним годам выпускалась без них. Вероятно, это произошло из-за дороговизны чернения и серебрения.

## Галерея

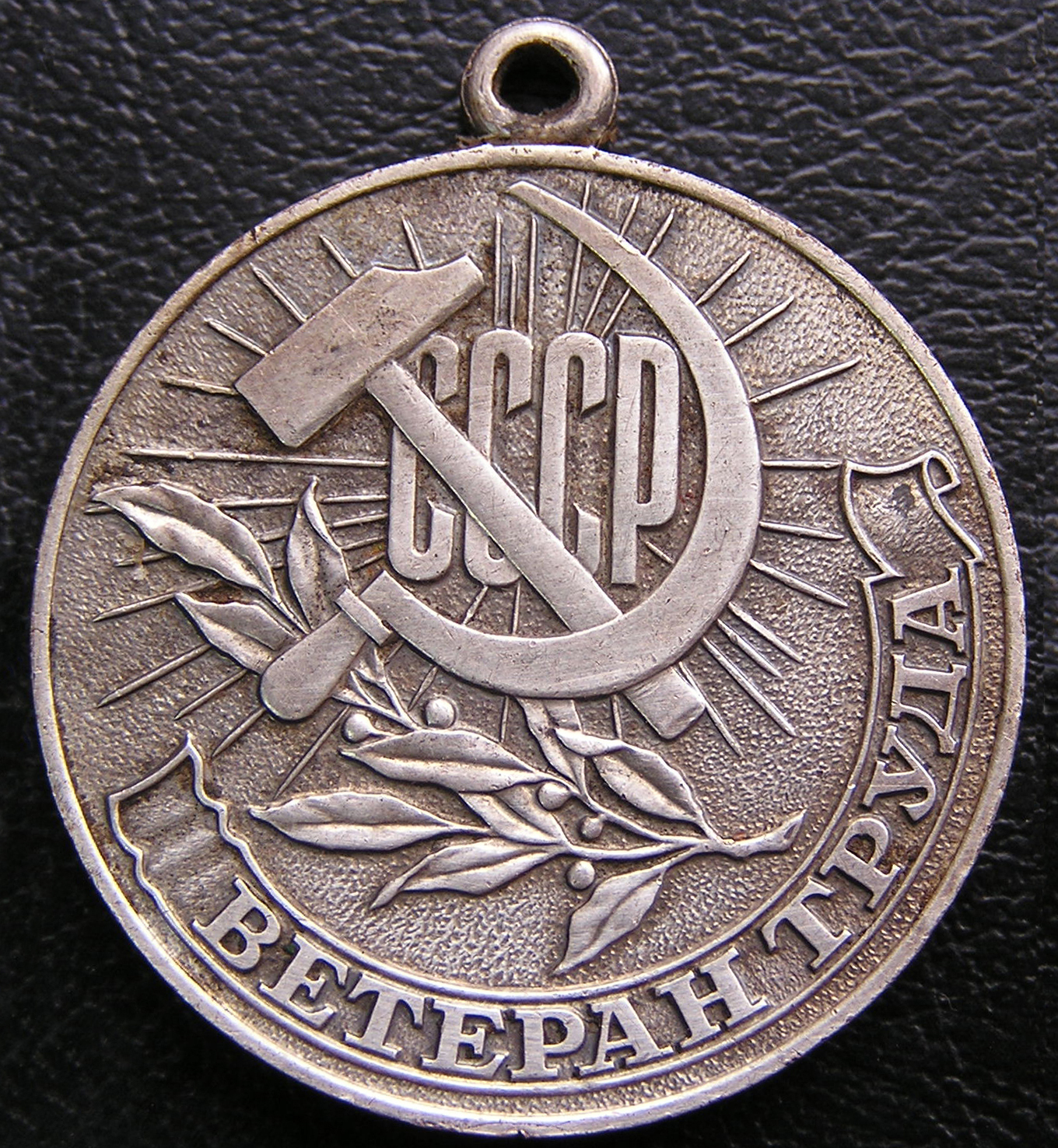
Аверс медали
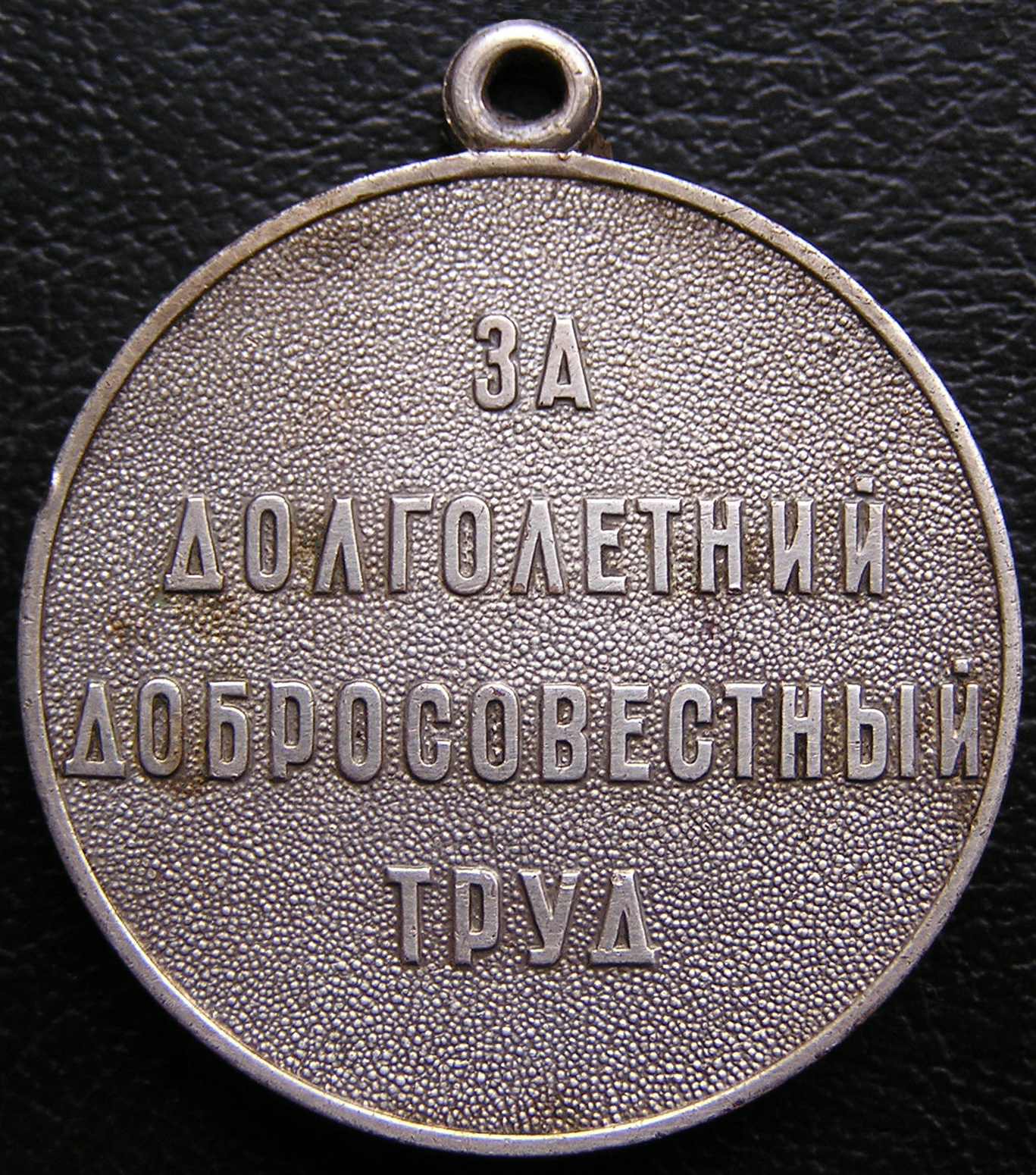
Реверс медали
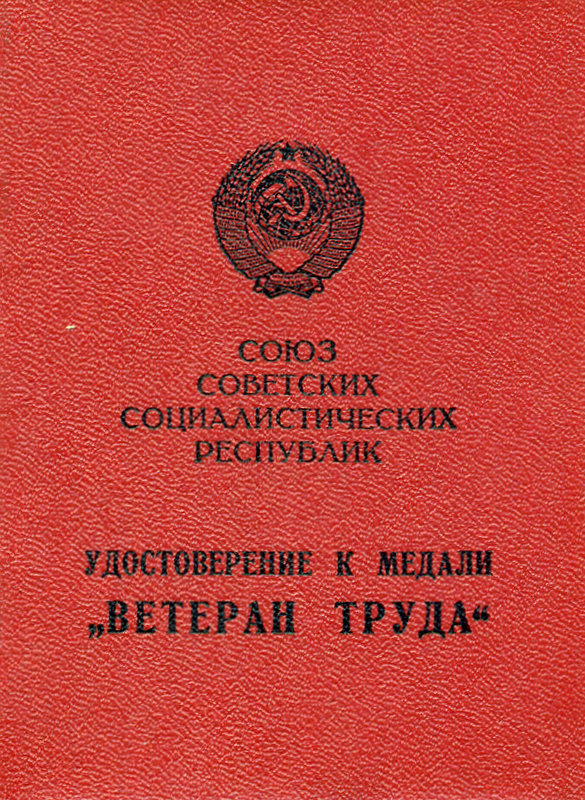
Удостоверение к медали
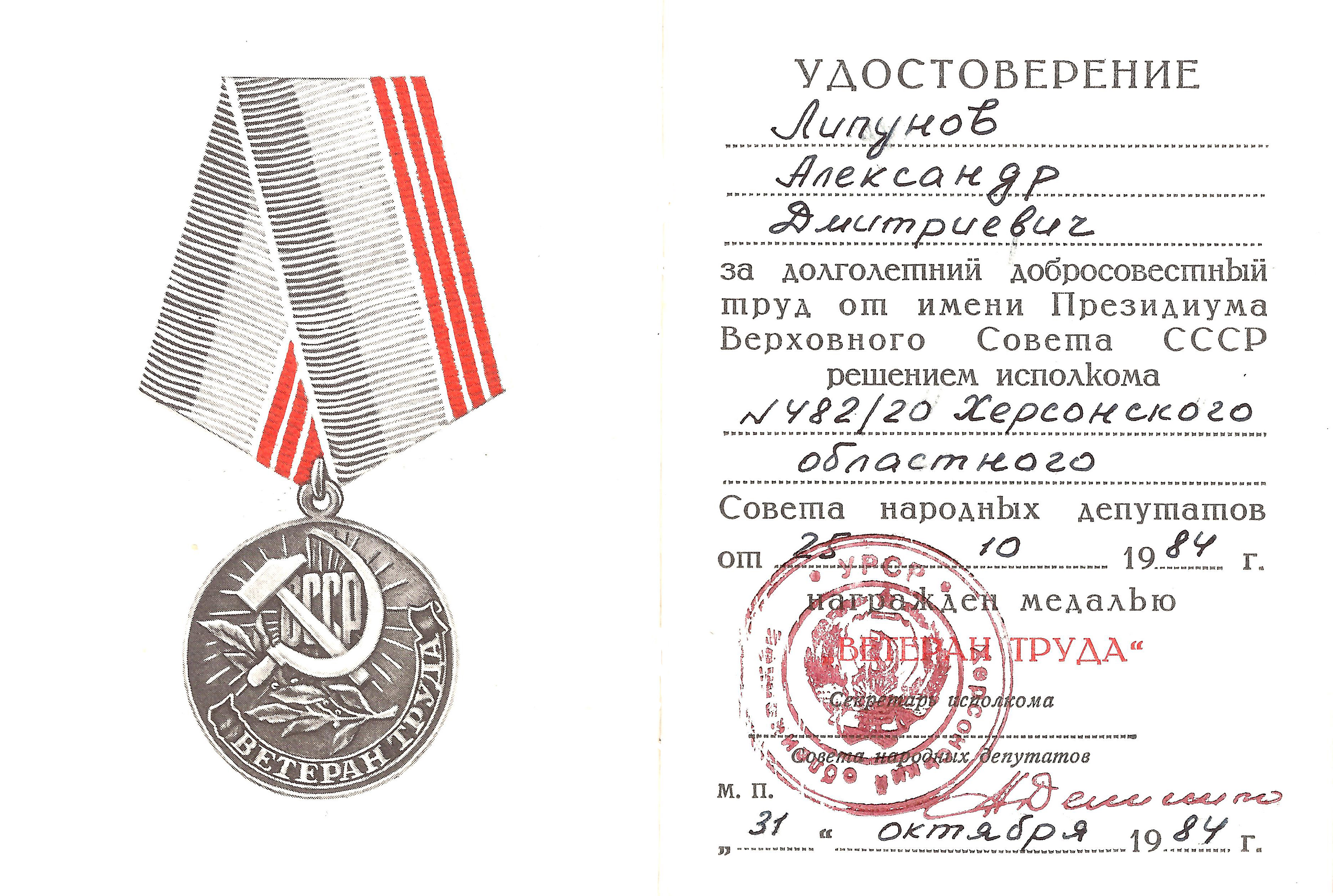
Удостоверение к медали